# Puchar Ukrainy w piłce siatkowej mężczyzn (2011)
Puchar Ukrainy w piłce siatkowej mężczyzn 2011 (ukr. Кубок України з волейболу чоловічих 2011) - 19. sezon rozgrywek o siatkarski Puchar Ukrainy odbywających się od 1993 roku. Poświęcone były pamięci mistrza olimpijskiego - Borysa Tereszczuka. Zainaugurowane zostały 3 września i trwały do 25 grudnia. Brały w nich udział kluby z Superlihy i wyszczej lihy.
Rozgrywki składały się z trzech rund i turnieju finałowego. Turniej finałowy rozegrany został w dniach 24-25 grudnia w Pałacu Sportu „Łokomotyw” w Charkowie.
Puchar Ukrainy po raz dziewiąty i szósty z rzędu zdobył klub Łokomotyw Charków.

## Drużyny uczestniczące
| Rosyjska Superliga 1 drużyna | Rosyjska Superliga 1 drużyna | Superliha 8 drużyn                    | Superliha 8 drużyn | Wyszcza liha 6 drużyn  | Wyszcza liha 6 drużyn |
| ---------------------------- | ---------------------------- | ------------------------------------- | ------------------ | ---------------------- | --------------------- |
| Łokomotyw Charków            | zwycięstwo                   | Budіwelnyk-Dynamo-Bukowyna Czerniowce | II runda           | ChimpromSumDU Sumy     | II runda              |
|                              |                              | Burewisnyk-SzWSM Czernihów            | III runda          | Dnipro Dniepropetrowsk | I runda               |
| Faworyt Łubnie               | II runda                     | Łokomotyw Kijów                       | III runda          |                        |                       |
| Impeksahro Sport Czerkasy    | III runda                    | Łokomotyw-Nadija Charków              | II runda           |                        |                       |
| Jurydyczna akademіja Charków | III runda                    | SDJuSSz-WNAU Winnica                  | II runda           |                        |                       |
| Krymsoda Krasnoperekopsk     | 3. miejsce                   | Zakarpattia-ZODIUSSZ Użhorod          | I runda            |                        |                       |
| Łoko-Ekspres Charków         | 4. miejsce                   |                                       |                    |                        |                       |
| Nowator Chmielnicki          | finał                        |                                       |                    |                        |                       |

| Persza liha 7 drużyn               | Persza liha 7 drużyn | Inne 1 drużyna               | Inne 1 drużyna |
| ---------------------------------- | -------------------- | ---------------------------- | -------------- |
| Barkom Lwów                        | II runda             | Jurydyczna akademіja Charków | II runda       |
| ChimpromSumDU Sumy                 | I runda              |                              |                |
| Łokomotyw-CHDWUFWK Charków         | I runda              |                              |                |
| Nowator Prykordonnyk Chmielnicki 2 | I runda              |                              |                |
| Podilla-TNPU-Dynamo Tarnopol       | II runda             |                              |                |
| SDJuSSz-WNAU Winnica               | I runda              |                              |                |
| Stansławiw Iwano-Frankiwsk         | I runda              |                              |                |

## I runda

### Grupa A-1
Tabela
| Lp. | Drużyna                        | Pkt | Mecze | Mecze   | Mecze   | Sety | Sety | Sety  | Małe punkty | Małe punkty | Małe punkty |
| Lp. | Drużyna                        | Pkt | M     | W (3:2) | P (2:3) | wyg. | prz. | ratio | zdob.       | str.        | ratio       |
| --- | ------------------------------ | --- | ----- | ------- | ------- | ---- | ---- | ----- | ----------- | ----------- | ----------- |
| 1   | Faworyt Łubnie                 | 6   | 2     | 2 (0)   | 0 (0)   | 6    | 0    | MAX   | 150         | 106         | 1.415       |
| 2   | Jurydyczna akademіja Charków 2 | 3   | 2     | 1 (0)   | 1 (0)   | 3    | 4    | 0.750 | 157         | 156         | 1.006       |
| 3   | Dnipro Dniepropetrowsk         | 0   | 2     | 0 (0)   | 2 (0)   | 1    | 6    | 0.167 | 126         | 171         | 0.737       |

Źródło: fvu.in.ua
Punktacja: 3:0 i 3:1 – 3 pkt; 3:2 – 2 pkt; 2:3 – 1 pkt; 1:3 i 0:3 – 0 pkt
Zasady ustalania kolejności: 1. liczba punktów; 2. stosunek setów; 3. stosunek małych punktów; 4. bilans w bezpośrednich meczach
Wyniki spotkań
| Data    | Drużyna 1                    | Wynik   | Drużyna 2                    | Set 1   | Set 2   | Set 3   | Set 4   | Set 5   | Widzów  |
| Połtawa | Połtawa                      | Połtawa | Połtawa                      | Połtawa | Połtawa | Połtawa | Połtawa | Połtawa | Połtawa |
| ------- | ---------------------------- | ------- | ---------------------------- | ------- | ------- | ------- | ------- | ------- | ------- |
| 04.09   | Faworyt Łubnie               | 3:0     | Dnipro Dniepropetrowsk       | 25:19   | 25:13   | 25:13   |         |         | 356     |
| 05.09   | Jurydyczna akademіja Charków | 3:1     | Dnipro Dniepropetrowsk       | 25:18   | 21:25   | 25:17   | 25:21   |         | 248     |
| 06.09   | Faworyt Łubnie               | 3:0     | Jurydyczna akademіja Charków | 25:23   | 25:18   | 25:20   |         |         | 325     |

### Grupa A-2
Tabela
| Lp. | Drużyna                            | Pkt | Mecze | Mecze   | Mecze   | Sety | Sety | Sety  | Małe punkty | Małe punkty | Małe punkty |
| Lp. | Drużyna                            | Pkt | M     | W (3:2) | P (2:3) | wyg. | prz. | ratio | zdob.       | str.        | ratio       |
| --- | ---------------------------------- | --- | ----- | ------- | ------- | ---- | ---- | ----- | ----------- | ----------- | ----------- |
| 1   | Łokomotyw Kijów                    | 9   | 3     | 3 (0)   | 0 (0)   | 9    | 0    | MAX   | 226         | 158         | 1.430       |
| 2   | SDJuSSz-WNAU Winnica               | 6   | 3     | 2 (0)   | 1 (0)   | 6    | 3    | 2.000 | 213         | 185         | 1.151       |
| 3   | Nowator Prykordonnyk Chmielnicki 2 | 3   | 3     | 1 (0)   | 2 (0)   | 3    | 6    | 0.500 | 186         | 221         | 0.842       |
| 4   | SDJuSSz-WNAU Winnica 2             | 0   | 3     | 0 (0)   | 3 (0)   | 0    | 9    | 0.000 | 168         | 229         | 0.734       |

Źródło: fvu.in.ua
Punktacja: 3:0 i 3:1 – 3 pkt; 3:2 – 2 pkt; 2:3 – 1 pkt; 1:3 i 0:3 – 0 pkt
Zasady ustalania kolejności: 1. liczba punktów; 2. stosunek setów; 3. stosunek małych punktów; 4. bilans w bezpośrednich meczach
Wyniki spotkań
| Data    | Drużyna 1                          | Wynik   | Drużyna 2                          | Set 1   | Set 2   | Set 3   | Set 4   | Set 5   | Widzów  |
| Winnica | Winnica                            | Winnica | Winnica                            | Winnica | Winnica | Winnica | Winnica | Winnica | Winnica |
| ------- | ---------------------------------- | ------- | ---------------------------------- | ------- | ------- | ------- | ------- | ------- | ------- |
| 03.09   | Łokomotyw Kijów                    | 3:0     | SDJuSSz-WNAU Winnica               | 25:17   | 25:14   | 25:9    |         |         | 70      |
| 03.09   | SDJuSSz-WNAU Winnica               | 3:0     | Nowator Prykordonnyk Chmielnicki 2 | 25:20   | 25:18   | 25:14   |         |         | 100     |
| 04.09   | SDJuSSz-WNAU Winnica               | 0:3     | Nowator Prykordonnyk Chmielnicki 2 | 24:26   | 22:25   | 24:26   |         |         | 50      |
| 04.09   | Łokomotyw Kijów                    | 3:0     | SDJuSSz-WNAU Winnica               | 25:22   | 25:20   | 25:19   |         |         | 90      |
| 05.09   | Nowator Prykordonnyk Chmielnicki 2 | 0:3     | Łokomotyw Kijów                    | 24:26   | 23:25   | 10:25   |         |         | 30      |
| 05.09   | SDJuSSz-WNAU Winnica               | 3:0     | SDJuSSz-WNAU Winnica               | 25:18   | 25:15   | 27:25   |         |         | 50      |

### Grupa A-3
Tabela
| Lp. | Drużyna                      | Pkt | Mecze | Mecze   | Mecze   | Sety | Sety | Sety  | Małe punkty | Małe punkty | Małe punkty |
| Lp. | Drużyna                      | Pkt | M     | W (3:2) | P (2:3) | wyg. | prz. | ratio | zdob.       | str.        | ratio       |
| --- | ---------------------------- | --- | ----- | ------- | ------- | ---- | ---- | ----- | ----------- | ----------- | ----------- |
| 1   | Barkom Lwów                  | 9   | 3     | 3 (0)   | 0 (0)   | 9    | 2    | 4.500 | 271         | 198         | 1.369       |
| 2   | Podilla-TNPU-Dynamo Tarnopol | 5   | 3     | 2 (1)   | 1 (0)   | 7    | 5    | 1.400 | 255         | 248         | 1.028       |
| 3   | Stansławiw Iwano-Frankiwsk   | 4   | 3     | 1 (0)   | 2 (1)   | 6    | 7    | 0.857 | 274         | 294         | 0.932       |
| 4   | Zakarpattia-ZODIUSSZ Użhorod | 0   | 3     | 0 (0)   | 3 (0)   | 1    | 9    | 0.111 | 188         | 248         | 0.758       |

Źródło: fvu.in.ua
Punktacja: 3:0 i 3:1 – 3 pkt; 3:2 – 2 pkt; 2:3 – 1 pkt; 1:3 i 0:3 – 0 pkt
Zasady ustalania kolejności: 1. liczba punktów; 2. stosunek setów; 3. stosunek małych punktów; 4. bilans w bezpośrednich meczach
Wyniki spotkań
| Data            | Drużyna 1                    | Wynik           | Drużyna 2                    | Set 1           | Set 2           | Set 3           | Set 4           | Set 5           | Widzów          |
| Iwano-Frankiwsk | Iwano-Frankiwsk              | Iwano-Frankiwsk | Iwano-Frankiwsk              | Iwano-Frankiwsk | Iwano-Frankiwsk | Iwano-Frankiwsk | Iwano-Frankiwsk | Iwano-Frankiwsk | Iwano-Frankiwsk |
| --------------- | ---------------------------- | --------------- | ---------------------------- | --------------- | --------------- | --------------- | --------------- | --------------- | --------------- |
| 03.09           | Barkom Lwów                  | 3:1             | Podilla-TNPU-Dynamo Tarnopol | 22:25           | 25:12           | 25:18           | 25:16           |                 | 80              |
| 03.09           | Zakarpattia-ZODIUSSZ Użhorod | 1:3             | Stansławiw Iwano-Frankiwsk   | 17:25           | 25:23           | 23:25           | 21:25           |                 | 89              |
| 04.09           | Zakarpattia-ZODIUSSZ Użhorod | 0:3             | Barkom Lwów                  | 15:25           | 19:25           | 18:25           |                 |                 | 83              |
| 04.09           | Stansławiw Iwano-Frankiwsk   | 2:3             | Podilla-TNPU-Dynamo Tarnopol | 25:23           | 25:21           | 20:25           | 19:25           | 12:15           | 89              |
| 05.09           | Podilla-TNPU-Dynamo Tarnopol | 3:0             | Zakarpattia-ZODIUSSZ Użhorod | 25:20           | 25:16           | 25:14           |                 |                 | 44              |
| 05.09           | Barkom Lwów                  | 3:1             | Stansławiw Iwano-Frankiwsk   | 25:18           | 24:26           | 25:19           | 25:12           |                 | 71              |

### Grupa A-4
Tabela
| Lp. | Drużyna                    | Pkt | Mecze | Mecze   | Mecze   | Sety | Sety | Sety  | Małe punkty | Małe punkty | Małe punkty |
| Lp. | Drużyna                    | Pkt | M     | W (3:2) | P (2:3) | wyg. | prz. | ratio | zdob.       | str.        | ratio       |
| --- | -------------------------- | --- | ----- | ------- | ------- | ---- | ---- | ----- | ----------- | ----------- | ----------- |
| 1   | ChimpromSumDU Sumy         | 9   | 3     | 3 (0)   | 0 (0)   | 9    | 1    | 9.000 | 248         | 183         | 1.355       |
| 2   | Łokomotyw-Nadija Charków   | 5   | 3     | 2 (1)   | 1 (0)   | 6    | 5    | 1.200 | 242         | 233         | 1.039       |
| 3   | ChimpromSumDU Sumy 2       | 3   | 3     | 1 (1)   | 2 (1)   | 5    | 8    | 0.625 | 202         | 193         | 1.047       |
| 4   | Łokomotyw-CHDWUFWK Charków | 1   | 3     | 0 (0)   | 3 (1)   | 3    | 9    | 0.333 | 268         | 351         | 0.764       |

Źródło: fvu.in.ua
Punktacja: 3:0 i 3:1 – 3 pkt; 3:2 – 2 pkt; 2:3 – 1 pkt; 1:3 i 0:3 – 0 pkt
Zasady ustalania kolejności: 1. liczba punktów; 2. stosunek setów; 3. stosunek małych punktów; 4. bilans w bezpośrednich meczach
Wyniki spotkań
| Data  | Drużyna 1                | Wynik | Drużyna 2                  | Set 1 | Set 2 | Set 3 | Set 4 | Set 5 | Widzów |
| Sumy  | Sumy                     | Sumy  | Sumy                       | Sumy  | Sumy  | Sumy  | Sumy  | Sumy  | Sumy   |
| ----- | ------------------------ | ----- | -------------------------- | ----- | ----- | ----- | ----- | ----- | ------ |
| 03.09 | Łokomotyw-Nadija Charków | 3:2   | ChimpromSumDU Sumy         | 19:25 | 25:20 | 17:25 | 25:19 | 15:9  | 247    |
| 03.09 | ChimpromSumDU Sumy       | 3:1   | Łokomotyw-CHDWUFWK Charków | 25:10 | 25:15 | 22:25 | 25:18 |       | 250    |
| 04.09 | ChimpromSumDU Sumy       | 3:2   | Łokomotyw-CHDWUFWK Charków | 23:25 | 16:25 | 25:20 | 25:12 | 15:10 | 150    |
| 04.09 | ChimpromSumDU Sumy       | 3:0   | Łokomotyw-Nadija Charków   | 25:23 | 25:19 | 26:24 |       |       | 220    |
| 05.09 | Łokomotyw-Nadija Charków | 3:2   | Łokomotyw-CHDWUFWK Charków | 25:23 | 25:22 | 25:14 |       |       | 45     |
| 05.09 | ChimpromSumDU Sumy       | 0:3   | ChimpromSumDU Sumy         | 19:25 | 15:25 | 15:25 |       |       | 50     |

## II runda

### Grupa B-1
Tabela
| Lp. | Drużyna                        | Pkt | Mecze | Mecze   | Mecze   | Sety | Sety | Sety  | Małe punkty | Małe punkty | Małe punkty |
| Lp. | Drużyna                        | Pkt | M     | W (3:2) | P (2:3) | wyg. | prz. | ratio | zdob.       | str.        | ratio       |
| --- | ------------------------------ | --- | ----- | ------- | ------- | ---- | ---- | ----- | ----------- | ----------- | ----------- |
| 1   | Łokomotyw Charków              | 8   | 3     | 3 (1)   | 0 (0)   | 9    | 3    | 3.000 | 286         | 247         | 1.158       |
| 2   | Nowator Chmielnicki            | 7   | 3     | 2 (0)   | 1 (1)   | 8    | 4    | 2.000 | 283         | 254         | 1.114       |
| 3   | Faworyt Łubnie                 | 3   | 3     | 1 (0)   | 2 (0)   | 5    | 6    | 0.833 | 264         | 258         | 1.023       |
| 4   | Jurydyczna akademіja Charków 2 | 0   | 3     | 0 (0)   | 3 (0)   | 0    | 9    | 0.000 | 151         | 225         | 0.671       |

Źródło: fvu.in.ua
Punktacja: 3:0 i 3:1 – 3 pkt; 3:2 – 2 pkt; 2:3 – 1 pkt; 1:3 i 0:3 – 0 pkt
Zasady ustalania kolejności: 1. liczba punktów; 2. stosunek setów; 3. stosunek małych punktów; 4. bilans w bezpośrednich meczach
Wyniki spotkań
| Data        | Drużyna 1                    | Wynik       | Drużyna 2                    | Set 1       | Set 2       | Set 3       | Set 4       | Set 5       | Widzów      |
| Chmielnicki | Chmielnicki                  | Chmielnicki | Chmielnicki                  | Chmielnicki | Chmielnicki | Chmielnicki | Chmielnicki | Chmielnicki | Chmielnicki |
| ----------- | ---------------------------- | ----------- | ---------------------------- | ----------- | ----------- | ----------- | ----------- | ----------- | ----------- |
| 22.09       | Łokomotyw Charków            | 3:0         | Jurydyczna akademіja Charków | 25:14       | 25:13       | 25:9        |             |             | 70          |
| 22.09       | Nowator Chmielnicki          | 3:1         | Faworyt Łubnie               | 26:24       | 25:21       | 21:25       | 25:20       |             | 174         |
| 23.09       | Jurydyczna akademіja Charków | 0:3         | Faworyt Łubnie               | 24:26       | 19:25       | 19:25       |             |             | 50          |
| 23.09       | Łokomotyw Charków            | 3:2         | Nowator Chmielnicki          | 21:25       | 29:27       | 21:25       | 25:23       | 15:12       | 200         |
| 24.09       | Faworyt Łubnie               | 1:3         | Łokomotyw Charków            | 29:31       | 25:19       | 23:25       | 22:25       |             | 60          |
| 24.09       | Nowator Chmielnicki          | 3:0         | Jurydyczna akademіja Charków | 25:22       | 25:18       | 25:13       |             |             | 60          |

### Grupa B-2
Tabela
| Lp. | Drużyna                      | Pkt | Mecze | Mecze   | Mecze   | Sety | Sety | Sety  | Małe punkty | Małe punkty | Małe punkty |
| Lp. | Drużyna                      | Pkt | M     | W (3:2) | P (2:3) | wyg. | prz. | ratio | zdob.       | str.        | ratio       |
| --- | ---------------------------- | --- | ----- | ------- | ------- | ---- | ---- | ----- | ----------- | ----------- | ----------- |
| 1   | Burewisnyk-SzWSM Czernihów   | 7   | 3     | 2 (0)   | 1 (1)   | 8    | 3    | 2.667 | 246         | 220         | 1.118       |
| 2   | Impeksahro Sport Czerkasy    | 7   | 3     | 3 (2)   | 0 (0)   | 9    | 4    | 2.250 | 294         | 236         | 1.246       |
| 3   | Barkom Lwów                  | 4   | 3     | 1 (0)   | 2 (1)   | 5    | 6    | 0.833 | 235         | 266         | 0.883       |
| 4   | Podilla-TNPU-Dynamo Tarnopol | 0   | 3     | 0 (0)   | 3 (0)   | 0    | 9    | 0.000 | 185         | 238         | 0.777       |

Źródło: fvu.in.ua
Punktacja: 3:0 i 3:1 – 3 pkt; 3:2 – 2 pkt; 2:3 – 1 pkt; 1:3 i 0:3 – 0 pkt
Zasady ustalania kolejności: 1. liczba punktów; 2. stosunek setów; 3. stosunek małych punktów; 4. bilans w bezpośrednich meczach
Wyniki spotkań
| Data      | Drużyna 1                    | Wynik     | Drużyna 2                    | Set 1     | Set 2     | Set 3     | Set 4     | Set 5     | Widzów    |
| Czernihów | Czernihów                    | Czernihów | Czernihów                    | Czernihów | Czernihów | Czernihów | Czernihów | Czernihów | Czernihów |
| --------- | ---------------------------- | --------- | ---------------------------- | --------- | --------- | --------- | --------- | --------- | --------- |
| 22.09     | Impeksahro Sport Czerkasy    | 3:0       | Podilla-TNPU-Dynamo Tarnopol | 25:14     | 25:19     | 25:14     |           |           | 68        |
| 22.09     | Burewisnyk-SzWSM Czernihów   | 3:0       | Barkom Lwów                  | 25:17     | 25:20     | 25:17     |           |           | 252       |
| 23.09     | Podilla-TNPU-Dynamo Tarnopol | 0:3       | Barkom Lwów                  | 32:34     | 27:29     | 23:25     |           |           | 23        |
| 23.09     | Impeksahro Sport Czerkasy    | 3:2       | Burewisnyk-SzWSM Czernihów   | 22:25     | 25:15     | 25:18     | 23:25     | 15:13     | 276       |
| 24.09     | Barkom Lwów                  | 2:3       | Impeksahro Sport Czerkasy    | 25:23     | 16:25     | 18:25     | 25:21     | 9:15      | 33        |
| 24.09     | Burewisnyk-SzWSM Czernihów   | 3:0       | Podilla-TNPU-Dynamo Tarnopol | 25:12     | 25:22     | 25:22     |           |           | 46        |

### Grupa B-3
Tabela
| Lp. | Drużyna                      | Pkt | Mecze | Mecze   | Mecze   | Sety | Sety | Sety  | Małe punkty | Małe punkty | Małe punkty |
| Lp. | Drużyna                      | Pkt | M     | W (3:2) | P (2:3) | wyg. | prz. | ratio | zdob.       | str.        | ratio       |
| --- | ---------------------------- | --- | ----- | ------- | ------- | ---- | ---- | ----- | ----------- | ----------- | ----------- |
| 1   | Łoko-Ekspres Charków         | 9   | 3     | 3 (0)   | 0 (0)   | 9    | 1    | 9.000 | 248         | 201         | 1.234       |
| 2   | Jurydyczna akademіja Charków | 6   | 3     | 2 (0)   | 1 (0)   | 7    | 3    | 2.333 | 243         | 202         | 1.203       |
| 3   | Łokomotyw-Nadija Charków     | 2   | 3     | 1 (1)   | 2 (0)   | 3    | 8    | 0.375 | 225         | 262         | 0.859       |
| 4   | ChimpromSumDU Sumy           | 1   | 3     | 0 (0)   | 3 (1)   | 2    | 9    | 0.222 | 212         | 263         | 0.806       |

Źródło: fvu.in.ua
Punktacja: 3:0 i 3:1 – 3 pkt; 3:2 – 2 pkt; 2:3 – 1 pkt; 1:3 i 0:3 – 0 pkt
Zasady ustalania kolejności: 1. liczba punktów; 2. stosunek setów; 3. stosunek małych punktów; 4. bilans w bezpośrednich meczach
Wyniki spotkań
| Data    | Drużyna 1                    | Wynik   | Drużyna 2                    | Set 1   | Set 2   | Set 3   | Set 4   | Set 5   | Widzów  |
| Charków | Charków                      | Charków | Charków                      | Charków | Charków | Charków | Charków | Charków | Charków |
| ------- | ---------------------------- | ------- | ---------------------------- | ------- | ------- | ------- | ------- | ------- | ------- |
| 22.09   | Jurydyczna akademіja Charków | 3:0     | ChimpromSumDU Sumy           | 25:23   | 25:11   | 25:17   |         |         | 150     |
| 22.09   | Łoko-Ekspres Charków         | 3:0     | Łokomotyw-Nadija Charków     | 25:19   | 25:20   | 25:20   |         |         | 200     |
| 23.09   | Łokomotyw-Nadija Charków     | 3:2     | ChimpromSumDU Sumy           | 25:22   | 21:25   | 25:23   | 24:26   | 18:16   | 190     |
| 23.09   | Łoko-Ekspres Charków         | 3:1     | Jurydyczna akademіja Charków | 25:23   | 23:25   | 25:22   | 25:23   |         | 1000    |
| 24.09   | Jurydyczna akademіja Charków | 3:0     | Łokomotyw-Nadija Charków     | 25:22   | 25:17   | 25:14   |         |         | 250     |
| 24.09   | ChimpromSumDU Sumy           | 0:3     | Łoko-Ekspres Charków         | 12:25   | 20:25   | 17:25   |         |         | 300     |

### Grupa B-4
Tabela
| Lp. | Drużyna                               | Pkt | Mecze | Mecze   | Mecze   | Sety | Sety | Sety  | Małe punkty | Małe punkty | Małe punkty |
| Lp. | Drużyna                               | Pkt | M     | W (3:2) | P (2:3) | wyg. | prz. | ratio | zdob.       | str.        | ratio       |
| --- | ------------------------------------- | --- | ----- | ------- | ------- | ---- | ---- | ----- | ----------- | ----------- | ----------- |
| 1   | Krymsoda Krasnoperekopsk              | 9   | 3     | 3 (0)   | 0 (0)   | 9    | 0    | MAX   | 226         | 170         | 1.329       |
| 2   | Łokomotyw Kijów                       | 6   | 3     | 2 (0)   | 1 (0)   | 6    | 3    | 2.000 | 205         | 186         | 1.102       |
| 3   | SDJuSSz-WNAU Winnica                  | 3   | 3     | 1 (0)   | 2 (0)   | 3    | 7    | 0.429 | 219         | 233         | 0.940       |
| 4   | Budіwelnyk-Dynamo-Bukowyna Czerniowce | 0   | 3     | 0 (0)   | 3 (0)   | 1    | 9    | 0.111 | 186         | 247         | 0.753       |

Źródło: fvu.in.ua
Punktacja: 3:0 i 3:1 – 3 pkt; 3:2 – 2 pkt; 2:3 – 1 pkt; 1:3 i 0:3 – 0 pkt
Zasady ustalania kolejności: 1. liczba punktów; 2. stosunek setów; 3. stosunek małych punktów; 4. bilans w bezpośrednich meczach
Wyniki spotkań
| Data            | Drużyna 1                             | Wynik           | Drużyna 2                             | Set 1           | Set 2           | Set 3           | Set 4           | Set 5           | Widzów          |
| Krasnoperekopsk | Krasnoperekopsk                       | Krasnoperekopsk | Krasnoperekopsk                       | Krasnoperekopsk | Krasnoperekopsk | Krasnoperekopsk | Krasnoperekopsk | Krasnoperekopsk | Krasnoperekopsk |
| --------------- | ------------------------------------- | --------------- | ------------------------------------- | --------------- | --------------- | --------------- | --------------- | --------------- | --------------- |
| 22.09           | Budіwelnyk-Dynamo-Bukowyna Czerniowce | 0:3             | Łokomotyw Kijów                       | 16:25           | 16:25           | 21:25           |                 |                 | 350             |
| 22.09           | Krymsoda Krasnoperekopsk              | 3:0             | SDJuSSz-WNAU Winnica                  | 25:19           | 25:21           | 26:24           |                 |                 | 350             |
| 23.09           | SDJuSSz-WNAU Winnica                  | 0:3             | Łokomotyw Kijów                       | 17:25           | 24:26           | 17:25           |                 |                 | 300             |
| 23.09           | Krymsoda Krasnoperekopsk              | 3:0             | Budіwelnyk-Dynamo-Bukowyna Czerniowce | 25:17           | 25:15           | 25:20           |                 |                 | 315             |
| 24.09           | Budіwelnyk-Dynamo-Bukowyna Czerniowce | 1:3             | SDJuSSz-WNAU Winnica                  | 19:25           | 25:22           | 18:25           | 19:25           |                 | 267             |
| 24.09           | Łokomotyw Kijów                       | 0:3             | Krymsoda Krasnoperekopsk              | 17:25           | 15:25           | 22:25           |                 |                 | 288             |

## III runda

### Grupa W-1
Tabela
| Lp. | Drużyna                   | Pkt | Mecze | Mecze   | Mecze   | Sety | Sety | Sety  | Małe punkty | Małe punkty | Małe punkty |
| Lp. | Drużyna                   | Pkt | M     | W (3:2) | P (2:3) | wyg. | prz. | ratio | zdob.       | str.        | ratio       |
| --- | ------------------------- | --- | ----- | ------- | ------- | ---- | ---- | ----- | ----------- | ----------- | ----------- |
| 1   | Łokomotyw Charków         | 8   | 3     | 3 (1)   | 0 (0)   | 9    | 2    | 4.500 | 256         | 208         | 1.231       |
| 2   | Krymsoda Krasnoperekopsk  | 7   | 3     | 2 (0)   | 1 (1)   | 8    | 3    | 2.667 | 247         | 216         | 1.144       |
| 3   | Impeksahro Sport Czerkasy | 2   | 3     | 1 (1)   | 2 (0)   | 3    | 8    | 0.375 | 222         | 246         | 0.902       |
| 4   | Łokomotyw Kijów           | 1   | 3     | 0 (0)   | 3 (1)   | 2    | 9    | 0.222 | 208         | 263         | 0.791       |

Źródło: fvu.in.ua
Punktacja: 3:0 i 3:1 – 3 pkt; 3:2 – 2 pkt; 2:3 – 1 pkt; 1:3 i 0:3 – 0 pkt
Zasady ustalania kolejności: 1. liczba punktów; 2. stosunek setów; 3. stosunek małych punktów; 4. bilans w bezpośrednich meczach
Wyniki spotkań
| Data            | Drużyna 1                 | Wynik           | Drużyna 2                 | Set 1           | Set 2           | Set 3           | Set 4           | Set 5           | Widzów          |
| Krasnoperekopsk | Krasnoperekopsk           | Krasnoperekopsk | Krasnoperekopsk           | Krasnoperekopsk | Krasnoperekopsk | Krasnoperekopsk | Krasnoperekopsk | Krasnoperekopsk | Krasnoperekopsk |
| --------------- | ------------------------- | --------------- | ------------------------- | --------------- | --------------- | --------------- | --------------- | --------------- | --------------- |
| 10.11           | Łokomotyw Charków         | 3:0             | Łokomotyw Kijów           | 25:12           | 25:20           | 28:26           |                 |                 | 157             |
| 10.11           | Krymsoda Krasnoperekopsk  | 3:0             | Impeksahro Sport Czerkasy | 25:19           | 25:18           | 25:22           |                 |                 | 307             |
| 11.11           | Łokomotyw Kijów           | 2:3             | Impeksahro Sport Czerkasy | 21:25           | 25:22           | 18:25           | 25:23           | 7:15            | 127             |
| 11.11           | Łokomotyw Charków         | 3:2             | Krymsoda Krasnoperekopsk  | 19:25           | 19:25           | 25:23           | 25:12           | 15:12           | 353             |
| 12.11           | Impeksahro Sport Czerkasy | 0:3             | Łokomotyw Charków         | 20:25           | 13:25           | 20:25           |                 |                 | 107             |
| 12.11           | Krymsoda Krasnoperekopsk  | 3:0             | Łokomotyw Kijów           | 25:16           | 25:18           | 25:20           |                 |                 | 252             |

### Grupa W-2
Tabela
| Lp. | Drużyna                      | Pkt | Mecze | Mecze   | Mecze   | Sety | Sety | Sety  | Małe punkty | Małe punkty | Małe punkty |
| Lp. | Drużyna                      | Pkt | M     | W (3:2) | P (2:3) | wyg. | prz. | ratio | zdob.       | str.        | ratio       |
| --- | ---------------------------- | --- | ----- | ------- | ------- | ---- | ---- | ----- | ----------- | ----------- | ----------- |
| 1   | Nowator Chmielnicki          | 8   | 3     | 3 (1)   | 0 (0)   | 9    | 3    | 3.000 | 273         | 237         | 1.152       |
| 2   | Łoko-Ekspres Charków         | 6   | 3     | 2 (0)   | 1 (0)   | 7    | 4    | 1.750 | 255         | 244         | 1.045       |
| 3   | Burewisnyk-SzWSM Czernihów   | 3   | 3     | 1 (0)   | 2 (0)   | 3    | 7    | 0.429 | 223         | 240         | 0.929       |
| 4   | Jurydyczna akademіja Charków | 1   | 3     | 0 (0)   | 3 (1)   | 4    | 9    | 0.444 | 267         | 297         | 0.899       |

Źródło: fvu.in.ua
Punktacja: 3:0 i 3:1 – 3 pkt; 3:2 – 2 pkt; 2:3 – 1 pkt; 1:3 i 0:3 – 0 pkt
Zasady ustalania kolejności: 1. liczba punktów; 2. stosunek setów; 3. stosunek małych punktów; 4. bilans w bezpośrednich meczach
Wyniki spotkań
| Data        | Drużyna 1                    | Wynik       | Drużyna 2                    | Set 1       | Set 2       | Set 3       | Set 4       | Set 5       | Widzów      |
| Chmielnicki | Chmielnicki                  | Chmielnicki | Chmielnicki                  | Chmielnicki | Chmielnicki | Chmielnicki | Chmielnicki | Chmielnicki | Chmielnicki |
| ----------- | ---------------------------- | ----------- | ---------------------------- | ----------- | ----------- | ----------- | ----------- | ----------- | ----------- |
| 10.11       | Burewisnyk-SzWSM Czernihów   | 3:1         | Jurydyczna akademіja Charków | 19:25       | 25:18       | 25:23       | 25:23       |             | 154         |
| 10.11       | Łoko-Ekspres Charków         | 1:3         | Nowator Chmielnicki          | 19:25       | 25:20       | 22:25       | 13:25       |             | 256         |
| 11.11       | Burewisnyk-SzWSM Czernihów   | 0:3         | Łoko-Ekspres Charków         | 21:25       | 22:25       | 20:25       |             |             | 163         |
| 11.11       | Jurydyczna akademіja Charków | 2:3         | Nowator Chmielnicki          | 25:15       | 22:25       | 25:22       | 14:25       | 6:15        | 278         |
| 12.11       | Łoko-Ekspres Charków         | 3:1         | Jurydyczna akademіja Charków | 25:14       | 25:27       | 26:24       | 25:21       |             | 96          |
| 12.11       | Nowator Chmielnicki          | 3:0         | Burewisnyk-SzWSM Czernihów   | 25:20       | 25:22       | 26:24       |             |             | 209         |

## Turniej finałowy
|  |                          |                          |                     |                     |   |                   |                   |       |
|  | Półfinały                | Półfinały                | Półfinały           |                     |   | Finał             | Finał             | Finał |
|  | Półfinały                | Półfinały                | Półfinały           |                     |   | Finał             | Finał             | Finał |
|  |                          |                          |                     |                     |   |                   |                   |       |
|  |                          |                          |                     |                     |   |                   |                   |       |
|  | Łokomotyw Charków        | Łokomotyw Charków        | 3                   |                     |   |                   |                   |       |
|  | Łokomotyw Charków        | Łokomotyw Charków        | 3                   |                     |   |                   |                   |       |
|  | Łoko-Ekspres Charków     | Łoko-Ekspres Charków     | 1                   |                     |   |                   |                   |       |
|  | Łoko-Ekspres Charków     | Łoko-Ekspres Charków     | 1                   |                     |   | Łokomotyw Charków | Łokomotyw Charków | 3     |
|  |                          |                          |                     |                     |   | Łokomotyw Charków | Łokomotyw Charków | 3     |
|  |                          |                          | Nowator Chmielnicki | Nowator Chmielnicki | 0 |                   |                   |       |
|  | Nowator Chmielnicki      | Nowator Chmielnicki      | Nowator Chmielnicki | Nowator Chmielnicki | 0 | 3                 |                   |       |
|  | Nowator Chmielnicki      | Nowator Chmielnicki      |                     |                     |   |                   |                   |       |
|  | Krymsoda Krasnoperekopsk | Krymsoda Krasnoperekopsk | 0                   |                     |   |                   |                   |       |
|  | Krymsoda Krasnoperekopsk | Krymsoda Krasnoperekopsk | 0                   | Mecz o 3. miejsce   |   |                   |                   |       |
|  |                          |                          |                     |                     |   |                   |                   |       |
|  |                          |                          |                     |                     |   |                   |                   |       |
|  |                          |                          |                     |                     |   |                   |                   |       |
|  | Łoko-Ekspres Charków     | Łoko-Ekspres Charków     | 0                   |                     |   |                   |                   |       |
|  | Łoko-Ekspres Charków     | Łoko-Ekspres Charków     | 0                   |                     |   |                   |                   |       |
|  | Krymsoda Krasnoperekopsk | Krymsoda Krasnoperekopsk | 3                   |                     |   |                   |                   |       |
|  | Krymsoda Krasnoperekopsk | Krymsoda Krasnoperekopsk | 3                   |                     |   |                   |                   |       |

### Półfinały
| Data  | Drużyna 1           | Wynik | Drużyna 2                | Set 1 | Set 2 | Set 3 | Set 4 | Set 5 | Widzów |
| ----- | ------------------- | ----- | ------------------------ | ----- | ----- | ----- | ----- | ----- | ------ |
| 24.12 | Łokomotyw Charków   | 3:1   | Łoko-Ekspres Charków     | 23:25 | 25:23 | 25:18 | 25:19 |       | 1969   |
| 24.12 | Nowator Chmielnicki | 3:0   | Krymsoda Krasnoperekopsk | 25:21 | 43:41 | 25:23 |       |       | 1234   |

### Mecz o 3. miejsce
| Data  | Drużyna 1            | Wynik | Drużyna 2                | Set 1 | Set 2 | Set 3 | Set 4 | Set 5 | Widzów |
| ----- | -------------------- | ----- | ------------------------ | ----- | ----- | ----- | ----- | ----- | ------ |
| 25.12 | Łoko-Ekspres Charków | 0:3   | Krymsoda Krasnoperekopsk | 24:26 | 21:25 | 20:25 |       |       | 934    |

### Finał
| Data  | Drużyna 1         | Wynik | Drużyna 2           | Set 1 | Set 2 | Set 3 | Set 4 | Set 5 | Widzów |
| ----- | ----------------- | ----- | ------------------- | ----- | ----- | ----- | ----- | ----- | ------ |
| 25.12 | Łokomotyw Charków | 3:0   | Nowator Chmielnicki | 25:23 | 25:22 | 25:16 |       |       | 1119   |

### Najlepsi zawodnicy
| Łokomotyw Charków        | Serhij Tiutlin       |
| Nowator Chmielnicki      | Wiktor Diuk          |
| Krymsoda Krasnoperekopsk | Kostiantyn Żylinśkyj |
| Łoko-Ekspres Charków     | Jan Jereszczenko     |

## Klasyfikacja końcowa
| Miejsce | Drużyna                  |
| ------- | ------------------------ |
| 1       | Łokomotyw Charków        |
| 2       | Nowator Chmielnicki      |
| 3       | Krymsoda Krasnoperekopsk |
| 4       | Łoko-Ekspres Charków     |